# 豐島正美
豐島正美（日语：／ Toyoshima Masami，1965年4月24日—），日本女性配音員、演員。81 Produce所屬。出身於東京都。本名（日文讀音相同）。身高155cm。A型血。

## 經歷
東邦大學畢業。
以前隸屬於變色龍屋、芹川事務所。

## 人物
活躍於動畫、電視等領域。
特長：弓道、武打、日本舞踊。

## 演出

### 電視動畫
1991年
- 快樂的嚕嚕米一家 冒險日記（日语：楽しいムーミン一家）（祖先、村民、赫爾蒙德）
- 亂馬½ 熱鬥篇（由香、女學生）

1992年
- 妙廚老爹（花岡老師）
- 緞帶魔法姬

1993年
- 卡利麥羅 (1992年版)（小孩）

1994年
- DNA²（老師）

1995年
- 小紅豆（高橋朋美的母親）
- 麵包超人（1995年—1996年，米粥妹妹〈初代〉、糖漿妹妹〈初代〉）

1996年
- 少年桑塔的大冒險（日语：サンタクロースの冒険#テレビアニメ）（純）
- 爆走兄弟Let's & Go!!／WGP（1996年—1997年，明的母親、正德、蔡文姬、蔡文遠）2系列

1997年
- 靈異獵人（女B）
- 神奇寶貝（1997年—2002年，小智的媽媽〈花子〉）

1998年
- Generator Gawl（日语：ジェネレイターガウル）（七寶惠子）
- Night Walker -深夜徘徊者-（日语：Night Walker -真夜中の探偵-）（山崎理保的母親）

1999年
- 金田一少年之事件簿（男孩子A）
- 星界的紋章（霍格達佩·盧魯恩）
- 六翼天使之聲（日语：セラフィムコール）（楠初摘的母親）
- 仙界傳 封神演義（殷洪〈幼年時期〉）
- 爆球連發!! 超級彈珠人（少年、中尊寺美樹）
- 名偵探柯南（三井美香）

2001年
- 地球少女Arjuna（電視主播的聲音、電視的聲音）

2003年
- 時空冒險記（斯魯巴01）
- 神奇寶貝 Side Story（花子）

2004年
- 忘却的旋律（鹿川的母親）

2005年
- 草莓100%（西野司的母親）
- 神奇寶貝超世代（2005年—2006年，花子）

2006年
- 神奇寶貝鑽石&珍珠（花子）
- 血色花園（蘿絲·西迪的母親）

2009年
- 天堂餐館（安潔拉）

2010年
- 神奇寶貝超級願望（2010年—2013年，花子）2系列

2016年
- 神奇寶貝XY&Z（花子）
- 精靈寶可夢 太陽&月亮（2016年—2019年，花子）

2019年
- 寶可夢 旅途（2019年—2023年，花子[10]）2系列 + 特別篇[系列 1]

### 電影動畫
- 劇場版 神奇寶貝：夢幻之神奇寶貝 洛奇亞爆誕（1999年，小智的媽媽〈花子〉）
- 劇場版 神奇寶貝：結晶塔的帝王（2000年，花子）
- 劇場版 精靈寶可夢：就決定是你了！（2017年，花子）
- 劇場版 精靈寶可夢：皮卡丘與可可的冒險（2020年，花子）

### OVA
- 幸福的形式（日语：しあわせのかたち）（1990年，米地平1號、小美人A）
- 有閑俱樂部2 來自香港的愛情（1992年）
- Cosmic Fantasy 銀河女豹的陷阱（日语：コズミック・ファンタジー）（1994年）
- 亂馬½ SUPER 破戀洞的詛咒！吾愛永存（1995年）
- Tattoon★Master（日语：タトゥーン★マスター）（1996年）
- TWIN SIGNAL（1996年，弗拉格）
- （2000年）
- （2000年）
- 校園外星人（2001年，川村俊子、川村久美的母親）

### 外語配音

#### 動畫
- 鋼鐵人（英语：Iron Man (TV series)）
- 小美人魚（英语：The Little Mermaid (TV series)）[11][12]

### 電視劇
- 胸有成竹（日语：腕におぼえあり）
- 請問芳名
- 力與美（日语：ひらり (テレビドラマ)）
- 松本清張作家活動40年紀念特別劇場 再等一年半吧（日语：一年半待て#1991年版）

### 電視節目
- 一個人可以自己做！心跳廚房（日语：ひとりでできるもん!）（母親）

### 特攝影集
- 言出必行三姐妹 第21話（電化製品）

### 其它
- 日韓隧道 國際高速公路介紹影片 歐亞大陸20000公里之旅（女孩子）

## 腳註

## 外部連結
- 豐島正美 （日語）—81 Produce公式官網